# Криштопівська волость
Криштопівська волость — адміністративно-територіальна одиниця Павлоградського повіту Катеринославської губернії.
Станом на 1886 рік — складалася з 9 поселень, 10 сільських громад. Населення 2245 осіб (1156 осіб чоловічої статі та 1089 — жіночої), 371 дворове господарство.
|                     | Площа, десятин | У тому числі орної, десятин |
| ------------------- | -------------- | --------------------------- |
| Сільських громад    | 2324           | 2052                        |
| Приватної власності | 13132          | 5014                        |
| Іншої власності     | 120            | 50                          |
| Загалом             | 15576          | 7143                        |

Найбільше поселення волості:
- Криштопівка — село при річці Тернівці в 40 верстах від повітового міста, 510 осіб, 77 двірів, церква православна, постоялий двір, 3 лавки, 3 ярмарки на рік.